# The Mystery of Life
The Mystery of Life es el trigésimosexto álbum del cantante country Johnny Cash lanzado en 1991 bajo el sello disquero Mercury. El álbum incluye 2 canciones regrabadas de los tiempos en los cuales Cash estaba en Sun y Columbia "Hey Porter" y "Wanted Man" mientras que la canción "I'll Go Somewhere and Sing My Songs Again" es un dueto con Tom T. Hall.

El álbum tuvo un pobre desempeño en las tablas country ya que llegó al # 70 y el sencillo "Goin' by the Book" llegó al lugar 69 más las turbulentas relaciones con la disquera provocarán la salida del cantante en el lanzamiento de su próximo álbum.

El álbum fue reeditado en el 2003 con la canción "The Wanderer" del grupo U2 para su CD de 1993 Zooropa. En el 2006 las canciones "I'm an Easy Rider" y "Beans for Breakfast" fueron ocupadas como banda sonora del videojuego Scarface: The World Is Yours.

## Canciones
1. The Greatest Cowboy of Them All – 3:34
(Cash)
2. I'm an Easy Rider – 2:36
(Cash)
3. The Mystery of Life – 3:11
(Cash)
4. Hey Porter – 2:20
(Cash)
5. Beans for Breakfast – 3:18
(Cash)
6. Goin' by the Book – 3:19
(Chet Atkins y Les Paul)
7. Wanted Man – 2:52
(Bob Dylan)
8. I'll Go Somewhere and Sing My Songs Again (Junto a Tom T. Hall) – 3:11
(Tom T. Hall)
9. The Hobo Song – 3:32
(John Prine)
10. Angel and the Badman – 2:24
(Cash)

### Canciones extras
1. The Wanderer – 4:44
(Bono, Adam Clayton, The Edge, Larry Mullen Jr)

## Personal
- Johhny Cash - Vocalista y Guitarra Acústica
- Anita Carter - Corista
- Jim Dant - Corista
- Debra Dekelaita - Corista
- Jay Patten - Corista
- John Prine - Corista
- Pat McLaughlin - Corista
- Jack Clement - Corista, Guitarra Acústica, Dobro y Ukelele
- David Ferguson - Corista y Guitarra Acústica
- Jamie Hartford - Corista y Mandolin
- Claude Hill - Corista
- Irving Kane - Corista y Cuerno
- Marty Stuart - Corista, Guitarra Acústica, Guitarra Eléctrica y Mandolin
- Jim Soldi - Corista, Guitarra Acústica y Guitarra Eléctrica
- Jimmy Tittle - Corista y Electric Bass
- Lloyd Green - Guitarra de Acero
- Kerry Marx - Guitarra Acústica y Guitarra Eléctrica
- Mark Howard - Guitarra Acústica, Guitarra Eléctrica y Mandolin
- W.S. Holland - Percusión
- Kenny Malone - Percusión
- Jody Maphis - Percusión
- Roy Huskey Jr. - Bajo acústico
- Steve Logan - Bajo acústico
- Earl Ball - Piano
- Joey Miskulin - Piano, acordeón y teclados
- Jack Hale - Cuerno
- Bob Lewin - Cuerno
- Mark O'Connor - Fiddle

## Posición en listas
Álbum - Billboard (América del Norte)
| Año  | Tabla           | Posición |
| ---- | --------------- | -------- |
| 1991 | Álbumes Country | 70       |

Canciones - Billboard (América del Norte)
| Año  | Canción             | Tabla             | Posición |
| ---- | ------------------- | ----------------- | -------- |
| 1990 | "Goin' by the Book" | Canciones Country | 69       |